# Errabundus deflexus
Errabundus deflexus är en skalbaggsart som först beskrevs av Lewis 1907.  Errabundus deflexus ingår i släktet Errabundus och familjen stumpbaggar. Inga underarter finns listade i Catalogue of Life.